# صادق رضازاده شفق
صادقِ رضازادهٔ شفق (زاده ۱۲۷۰ در تبریز – درگذشته ۷ شهریور ۱۳۵۰ در تهران) پژوهشگر، مترجم و سیاستمدار ایرانی بود.

## آغاز کنش سیاسی

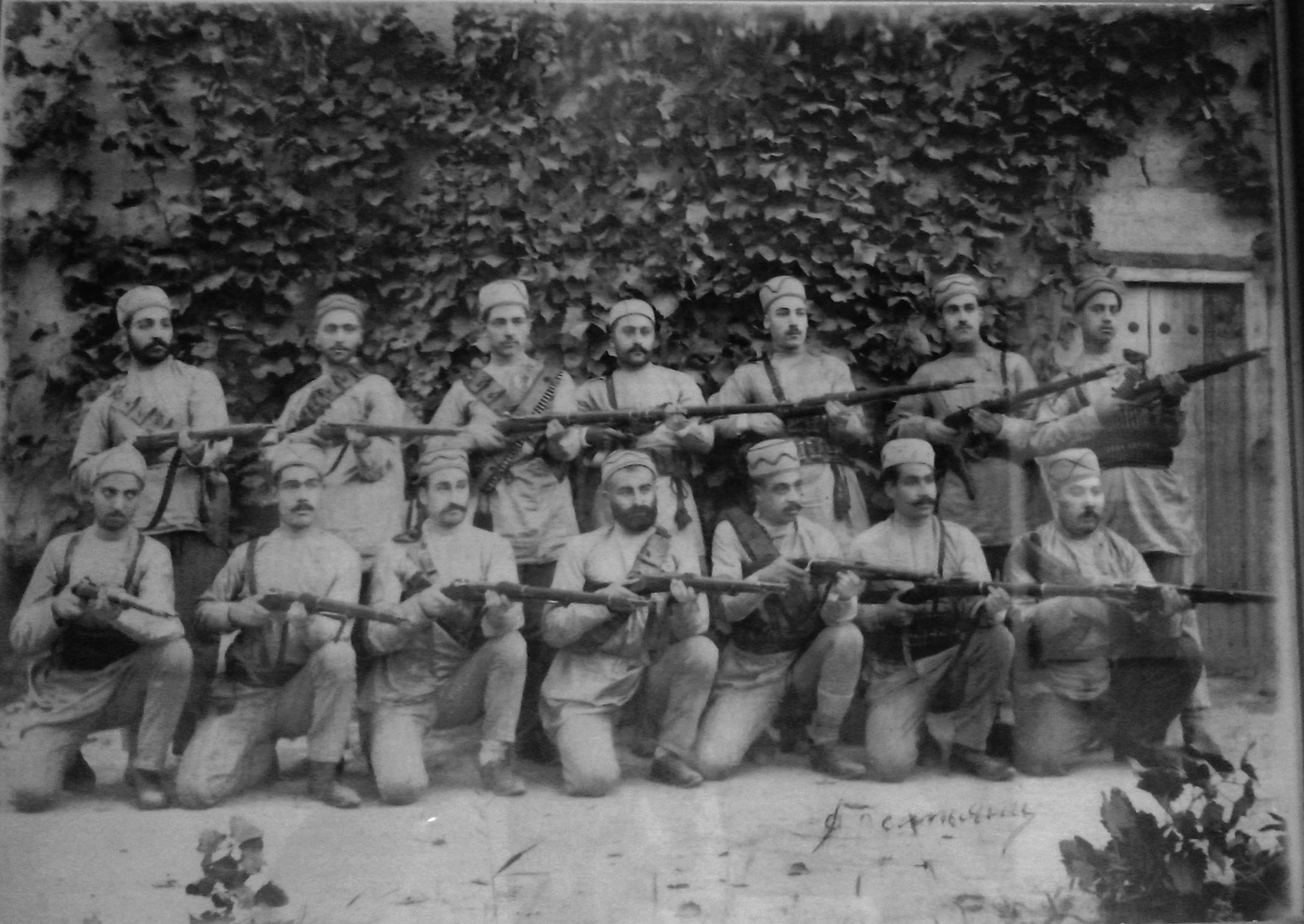
گروه «فوج نجات». نفر سوم ایستاده از سمت چپ، صادق رضازاده شفق.

دوره ابتدایی را در مدرسه پرورش و دوره متوسطه را در مدرسه مموریال (مدرسهٔ آمریکایی) تبریز به پایان رساند. همزمان با واقعهٔ به توپ بستن مجلس به فرمان محمدعلی شاه در سال ۱۲۸۷ صادق رضازاده شفق با شماری از همدرسان و همفکران خود به رهبری معلم جوان آمریکایی خود هوارد باسکرویل دسته‌ای به نام فوج نجات تشکیل دادند و به مجاهدان مشروطه پیوستند تا آنکه در یکی از شبیخون‌ها در ۳۰ فروردین ۱۲۸۸ باسکرویل هدف گلوله قرار گرفت و کشته شد.
پس از فتح تهران به دست مشروطه‌خواهان و برقراری حکومت مشروطه، صادق رضازاده که هنوز دانش‌آموز مدرسهٔ آمریکایی بود با چند تن از آزادیخواهان، انجمنی به نام «جمعیت وطن‌خواهان» تشکیل دادند و روزنامهٔ شفق را به مدیریت آقا رضازاده پدر صادق از شهریور ۱۲۸۹ منتشر کردند که هفته‌ای یک بار منتشر می‌شد و بیشتر مقالات آن را صادق رضازاده می‌نوشت. چنین بود که واژهٔ «شفق» به نام خانوادگی او افزوده شد.

## خروج از ایران
پس از اشغال تبریز به دست قوای روس در سال ۱۲۹۰ صادق رضازادهٔ شفق به‌ناچار پنهان شد و سپس در سال ۱۲۹۱ مخفیانه به امپراتوری عثمانی رفت. در آنجا در دبستان ایرانیان استانبول به آموزگاری زبان فارسی و تاریخ پرداخت. در ۱۲۹۳ وارد مدرسهٔ عالی شبانه‌روزی آمریکایی در استانبول به نام رابرت کالج شد و در ۱۲۹۷ با دریافت درجهٔ کارشناسی، فارغ‌التحصیل و بلافاصله به آموزگاری همان کالج انتخاب شد و تا دو سال به این کار اشتغال داشت.
از سال ۱۲۹۵ که در میانه جنگ جهانی اول شماری از نمایندگان مجلس شورای ملی و آزادیخواهان و از جمله عارف قزوینی به استانبول مهاجرت کردند، صادق رضازاده با آنان آشنا شد. درهمین دوران با شماری از رجال ایرانی چون سید حسن تقی‌زاده، محمد قزوینی و ابراهیم پورداوود که در برلین بودند همکاری فکری و قلمی داشت. در سال ۱۳۰۱ به برلین رفت و در دانشگاه برلین (دانشگاه هومبولت برلین) به ادامهٔ تحصیل پرداخت. در سال ۱۳۰۷ به دریافت دانشنامهٔ دکترا در فلسفه از دانشگاه برلین نایل شد. در همین دوره بود که به تنظیم دیوان اشعار عارف قزوینی پرداخت که در سال ۱۳۰۴ در برلین انتشار یافت.

## بازگشت به کشور
صادقِ رضازادهٔ شفق در سال ۱۳۰۷ به تهران بازگشت و با تأسیس دارالمعلمین عالی (دانشسرای عالی) در همان سال برای آموزش تاریخ و کلیات فلسفه به استخدام دانشسرای عالی درآمد. پس از تأسیس دانشگاه تهران در سال ۱۳۱۳ علاوه بر تاریخ و کلیات فلسفه، آموزش تاریخ ادبیات فارسی از آغاز تا اسلام را نیز به عهده گرفت. از ابتدای تأسیس فرهنگستان ایران در سال ۱۳۱۴ رضازادهٔ شفق از اعضای مؤسس و پیوستهٔ فرهنگستان بود.

## کنش بین‌المللی

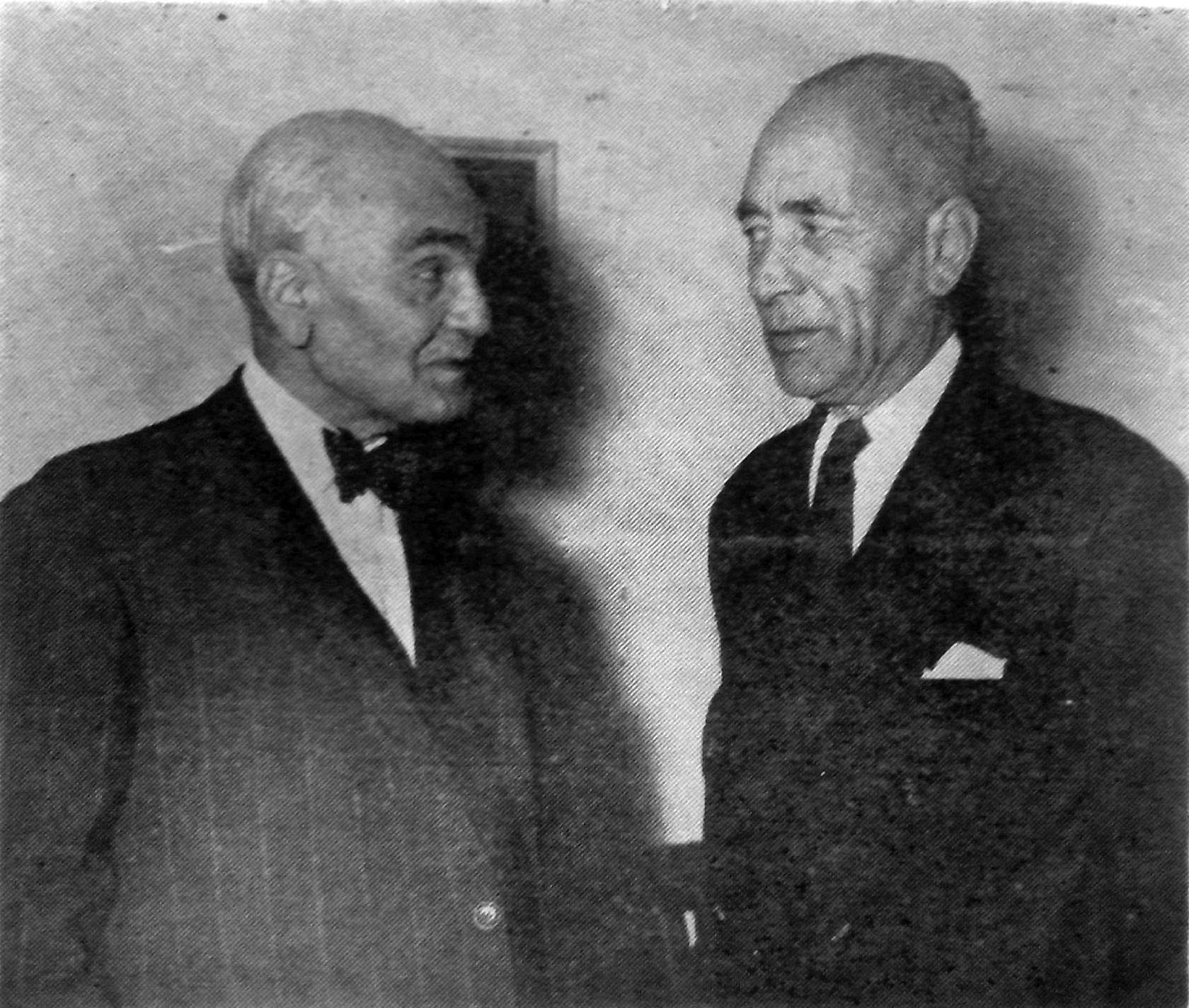
سید حسن تقی‌زاده (چپ)، در کنار رضازاده شفق (راست).

در سال ۱۳۲۲ صادق رضازادهٔ شفق به نمایندگی مجلس شورای ملی انتخاب شد (دوره چهاردهم) و با نطق‌های پرشوری که ایراد می‌کرد از نمایندگان مؤثر مجلس بود. در فروردین ۱۳۲۴ جزو هیئت اعزامی ایران به کنفرانس سان‌فرانسیسکو رفت و در تهیه و تصویب منشور سازمان ملل متحد شرکت داشت. در بهمن ۱۳۲۴ عضو هیئت همراه نخست‌وزیر احمد قوام در سفر به مسکو برای گفتگو با ژوزف استالین در موضوع اختلافات ایران و روسیه شوروی بود. پس از خروج نیروهای شوروی از ایران و پایان غائلهٔ آذربایجان در سال ۱۳۲۵ در انتخابات دورهٔ پانزدهم مجلس شورای ملی رضازادهٔ شفق دوباره به نمایندگی انتخاب شد. در این دورهٔ مجلس وی از طرح محمد مصدق مبنی بر ابطال موافقت‌نامهٔ مربوط به ایجاد شرکت مختلط ایران و شوروی و پس‌گیری حقوق ملت ایران در نفت جنوب با فصاحت و شهامت دفاع کرد تا آنکه در ۳۰ مهر ۱۳۲۶ طرح مزبور به تصویب رسید و مبنای سیاست دولت در مورد نفت قرار گرفت.
با توجه به پیشینه‌ای که دکتر شفق در تهیه و تصویب منشور سازمان ملل متحد داشت در فروردین ۱۳۲۸ به دعوت کمیسیون حقوق بشر سازمان ملل متحد به آمریکا رفت و پس از پایان کار کمیسیون با مأموریت از طرف دولت به ایراد سخنرانی‌هایی راجع به تاریخ و فرهنگ ایران در دانشگاه‌های آمریکا پرداخت. در بهمن ۱۳۲۸ به نمایندگی دورهٔ نخست مجلس سنای ایران گمارده شد.
صادق رضازادهٔ شفق در شهریور ۱۳۳۰ برای شرکت در کمیسیون حقوق بشر سازمان ملل متحد به آمریکا رفت و سپس به استادی در دانشگاه‌های کلمبیا، میشیگان و مک‌گیل پرداخت. در آذر ۱۳۳۲ به ایران بازگشت و به کار استادی در دانشگاه تهران ادامه داد. او در سال ۱۳۴۲ با رتبهٔ استاد ممتاز از دانشگاه تهران بازنشسته شد.

## فعالیت سیاسی پس از دوره رضا شاه
رضازاده پس از برکناری رضا شاه دوباره به عرضه فعالیتهای سیاسی برگشت. او در ابتدا به فعالیت در حزب ایران پرداخت و در مجلس چهاردم به عنوان نماینده این حزب وارد مجلس شد. اما در جریان ائتلاف این حزب با حزب توده به همراه شخصیت‌های سیاسی شناخته‌شده‌ای همچون سید حسن زعیم، ذکاءالدوله غفاری، هادی اشتری، محمدامین ریاحی، محمدحسین میمندی‌نژاد و رحیم صفاری حزب حزب وحدت ایران را بنیاد نهاد. اگرچه فعالیت این حزب در سال ۱۳۲۶ به پایان رسید. اما شفق در دوره‌های اول تا پنجم به عنوان سناتور ا نتصابی از سوی شاه به مجلس سنا وارد شد. رضازاده آفریننده لقب آریامهر برای محمد رضا پهلوی بوده است که به صورت رسمی در جلسه مشترک مجلسین شورای ملی و سنا در ۲۴ شهریور ۱۳۴۴ به شاه اعطا شد.

## درگذشت

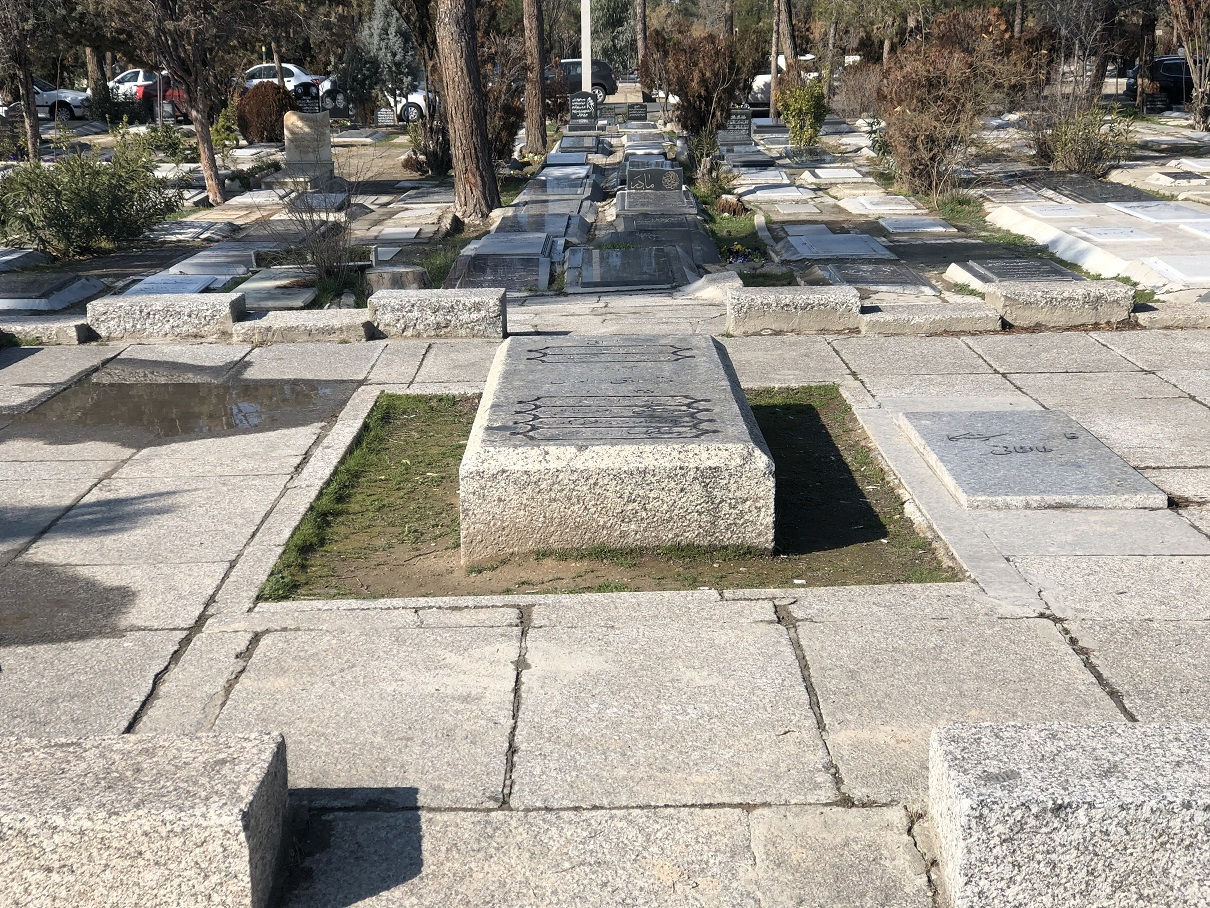
آرامگاه رضازاده در بهشت زهرا

صادق رضازادهٔ شفق در ۱۷ شهریور ۱۳۵۰ در تهران درگذشت.

## کتاب‌ها
- رسالهٔ تورک متفکرلرین نظر انتباهی (دقت نظر متفکران ترک)، ۱۹۲۴ آلمان
- راه رهایی ایران، ۱۳۳۵ قمری
- یادگار مسافرت سوئیس، ۱۳۲۸
- تاریخ مختصر ایران، پاول هرن (ترجمه)
- کورش کبیر، هارولد لمب (ترجمه)، ۱۳۳۵
- تاریخ ادبیات فارسی، هرمان اته (ترجمه) ۱۳۳۷
- نادرشاه از نظر خاورشناسان، ۱۳۳۹
- جستاری در فهم بشر، جان لاک (ترجمه)، ۱۳۳۹
- چند بحث اجتماعی، ۱۳۴۰
- تاریخ ادبیات ایران (۱۳۴۲)
- درس‌هایی از تاریخ، ۱۳۴۲
- اسکندر مقدونی، هارولد لمب (ترجمه)
- یک روز از زندگی داریوش، یوستی (ترجمه)
- ادیان شرق و فکر غرب، رادکریشنان (ترجمه)، ۱۳۴۴
- گزیدهٔ اوپانیشادها
- فرهنگ شاهنامه و ملاحظاتی دربارهٔ فردوسی
- سرود مهر (دیوان شعر)، ۱۳۴۲
- ایران از نظر خاورشناسان، ۱۳۵۰